# Fa-vork
De Fa-vork is een vorkgreep of hulpgreep bij het bespelen van de hobo. De greep wordt gebruikt vanaf de noot f (fa) een lagere noot te spelen. bijvoorbeeld van de f (fa) naar de d (re): de overgang bij de gewone greep is niet zuiver (haperen bij de e (mi) ).
De Fa-vork verhelpt dit.
De greep wordt 'Fa-vork' genoemd omdat de vingers in een soort vork staan bij de vingerzetting.